# Segundo Serrano Poncela
Segundo Serrano Poncela (Madrid, 15 de diciembre de 1912-Caracas, 9 de diciembre de 1976) fue un político, escritor, crítico literario y ensayista español. Miembro primero de la Federación de Juventudes Socialistas y luego de las Juventudes Socialistas Unificadas y el PCE, fue delegado de Orden Público en Madrid de la Junta de Defensa durante la guerra civil española y firmante de las órdenes de salida de varias sacas de presos de las cárceles madrileñas. Al término de la contienda se distanció del comunismo y partió al exilio, durante el que trabajó como profesor universitario y escribió varias novelas y ensayos.

## Biografía
Nacido en Madrid en 1912, el día 15 de diciembre, durante su etapa de estudiante (cursó la carrera de Filosofía y Letras y posteriormente se licenció en Derecho) ingresó en la Federación de Juventudes Socialistas (FJS). Pertenecía, como la mayor parte de las juventudes, al ala caballerista, enfrentada a besteiristas y prietistas y formó parte de la redacción de Renovación, el órgano de las FJS, ingresando en la comisión ejecutiva en 1934, como vocal. Fue periodista de Claridad, el periódico de Largo Caballero. Tomó parte en las conversaciones de unificación con las Juventudes Comunistas, y tras la creación de las Juventudes Socialistas Unificadas (JSU), formó parte de su ejecutiva. Junto con la mayor parte de los dirigentes de las JSU procedentes de la FJS, ingresó en el Partido Comunista el 6 de noviembre de 1936, iniciada la guerra civil española.
Tras su ingreso en el partido y al constituirse el 7 de noviembre la Junta de Defensa de Madrid,  fue nombrado delegado de Orden Público, cargo equivalente al de director general de Seguridad, a las órdenes de Santiago Carrillo, consejero de Orden Público de la citada Junta y secretario general de las JSU, y como él proveniente de la FJS. Permaneció en el cargo hasta el 27 de noviembre, fecha en la que, dependiendo de las fuentes, dimitió o fue cesado por Santiago Carrillo. Como presidente del Consejo de la Dirección General de Seguridad de la Consejería de Orden Público, su firma avalaba las extracciones de presos que tuvieron lugar en las cárceles madrileñas durante el mes de noviembre de 1936, la mayor parte de las cuales terminaron en el asesinato de sus integrantes (véase el artículo matanzas de Paracuellos). Segundo Serrano Poncela (Delegado del Orden Público en Madrid, a las órdenes de Santiago Carrillo, a la sazón, Consejero del Orden Público): “Estas cosas se hacen; la entrada por ingenuidad o por ignorancia; la permanencia después, por hambre o por miedo. Yo lo he hecho por la segunda y he entrado por exceso de lealtad hacia un hombre modelo de perfidia: Santiago Carrillo, desde hace cerca de diez años mi único amigo. Él “me ingresó”. Después ya no se podía salir.”Serrano Poncela siguió formando parte de la ejecutiva de las JSU durante la guerra civil.
Abandonó el PCE en enero de 1939. Exiliado al finalizar la guerra civil, abandonó cualquier relación con la política. Fue profesor de Literatura Española en las universidades de Santo Domingo, Puerto Rico y Central y Simón Bolívar de Venezuela, convirtiéndose en un reputado crítico de la literatura española. Serrano Poncela, que terminó inscrito en posiciones anticomunistas, falleció el 9 de diciembre de 1976 en Caracas.

## Obra literaria
En la República Dominicana comenzó su carrera literaria (en 1935 había escrito un ensayo de carácter político sobre los fracasados sucesos revolucionarios de octubre de 1934, El Partido Socialista y la conquista del poder, con prólogo de Luis Araquistáin), siendo el único redactor de la revista literaria Panorama. Colaboró también con otras revistas del exilio, como Realidad / Revista de ideas, publicada en Argentina (1947-1948) y Cuadernos del Congreso por la Libertad de la Cultura, publicada en París y cuyo primer número apareció en mayo de 1953. Tras impartir la docencia en la República Dominicana y Puerto Rico fue contratado por la Universidad Central de Venezuela como profesor de Historia de la Cultura, Teoría Literaria y Literatura Española. Permaneció allí hasta la creación de la Universidad Simón Bolívar (1970), momento en el que su rector, Eloy Lares Martínez, le llamó para dirigir y organizar la División de Ciencias Sociales y Humanidades y los Estudios Generales de la nueva institución.
Su obra se compone de obras de ficción (relatos y novelas), en los que reflexiona sobre la Guerra Civil y el exilio, poesía y ensayos.

### Ficción
- Seis relatos y uno más (1954), libro de relatos;
- La venda (1956), libro de relatos;
- La raya oscura (1959),[10] libro de relatos;
- La puesta de Capricornio[11] (1960), libro de relatos;
- Un olor a crisantemo (1961), libro de relatos;
- Habitación para hombre solo (1963), novela;[12]
- El hombre de la cruz verde (1973), novela histórica sobre la Inquisición española durante el reinado de Felipe II. Fue adaptada al cine por José María Forqué en su película El segundo poder (1976),[13] rodada en Lerma.
- La viña de Nabot (1979), novela sobre la guerra civil; publicada póstumamente.

### Ensayo
- El Partido Socialista y la conquista del poder (1935);[14]
- Un peregrino español (1940);[15]
- El pensamiento de Unamuno (1953);
- Antonio Machado, su mundo y su obra (1954);[16]
- Prosa moderna en la lengua española (1955);
- Huerto de Melibea (1959);
- El secreto de Melibea y otros ensayos (1959)
- Dostoievski menor (1959);
- Del Romancero a Machado (1962);
- Formas de vida hispánica (Garcilaso, Quevedo, Godoy y los ilustrados) (1963);
- Estudios sobre Dostoievski (1972).

### Teatro
- Esa verde salamandra (inédita, 1958);[17]
- El Caudillo (inédita, c. 1965).[17]